# Liga Femenina de baloncesto 2020-21
La Liga Femenina de Baloncesto de España 2020-21, llamada Liga Femenina Endesa por motivos de patrocinio, fue la 58.ª temporada de dicha competición.

## Sistema de competición
Los 16 clubes que forman parte de la categoría se enfrentaron todos contra todos en dos ocasiones: una vez ejerciendo de local en su pabellón y en la otra como visitante. En total se disputaron 30 jornadas.
En el momento que se disputaron las primeras 15 jornadas, acabando por lo tanto la primera vuelta de la fase regular del campeonato, los equipos que clasificaron entre las 8 primeras posiciones tuvieron acceso a competir en la Copa de la Reina de ese mismo año, título el cual se acabó proclamando campeón Spar Giron.
Una vez finalizadas las 30 jornadas, dando así por finalizada la temporada regular, los equipos que clasificaron en las 8 primeras posiciones jugaron los playoffs por el título.

## Clubes participantes
Al finalizar de la temporada 2019-2020, no hubo descensos debido a la Pandemia de COVID-19, sin embargo, el Stadium Casablanca cedió su plaza al Basket Zaragoza. Por su parte, obtuvieron plaza de ascenso desde Liga Femenina 2 los clubes Movistar Estudiantes y Spar Gran Canaria.
| Equipo                          | Ciudad                     | Posición 2018-2019               |
| ------------------------------- | -------------------------- | -------------------------------- |
| Perfumerías Avenida             | Salamanca                  | Campeón                          |
| Spar Citylift Girona            | Gerona                     | Subcampeón                       |
| Gernika Bizkaia                 | Guernica y Luno            | 3.º                              |
| Valencia Basket                 | Valencia                   | 4.º                              |
| Lecturale Art Araski            | Vitoria                    | 5.º                              |
| Cadí La Seu                     | Seo de Urgel               | 6.º                              |
| Durán Maquinaria Ensino Lugo    | Lugo                       | 7.º                              |
| Clarinos Tenerife               | Santa Cruz de Tenerife     | 8.º                              |
| Basket Zaragoza                 | Zaragoza                   | El Mann-Filter le cedió su plaza |
| Campus Promete                  | Logroño                    | 10.º                             |
| IDK Gipuzkoa                    | San Sebastián              | 11.º                             |
| Al-Qázeres Extremadura          | Cáceres                    | 12.º                             |
| Quesos El Pastor                | Zamora                     | 13.º                             |
| Embutidos Pajariel Bembibre PDM | Bembibre                   | 14.º                             |
| Movistar Estudiantes            | Madrid                     | Ascendido de LF2                 |
| Spar Gran Canaria               | Las Palmas de Gran Canaria | Ascendido de LF2                 |

## Liga regular

### Clasificación
| | Equipo                               | J  | G  | P  | PF   | PC   | DP   | Puntos |
| --- | ------------------------------------ | -- | -- | -- | ---- | ---- | ---- | ------ |
| 1 | Perfumerías Avenida                  | 30 | 29 | 1  | 2437 | 1765 | 672  | 59     |
| 2 | Valencia Basket                      | 30 | 29 | 1  | 2267 | 1741 | 526  | 59     |
| 3 | Spar Girona                          | 30 | 26 | 4  | 2304 | 1851 | 453  | 56     |
| 4 | Gernika Bizkaia                      | 30 | 18 | 12 | 2020 | 1851 | 169  | 48     |
| 5 | Movistar Estudiantes                 | 30 | 18 | 12 | 2086 | 1941 | 145  | 48     |
| 6 | Ciudad de La Laguna Tenerife         | 30 | 16 | 14 | 2022 | 2123 | -101 | 46     |
| 7 | Durán Maquinaria Ensino Lugo         | 30 | 15 | 15 | 2045 | 2121 | -76  | 45     |
| 8 | Spar Gran Canaria                    | 30 | 13 | 17 | 2185 | 2273 | -88  | 43     |
| 9 | Cadí La Seu                          | 30 | 13 | 17 | 1923 | 1986 | -63  | 43     |
| 10                                                                                                   | IDK Euskotren                        | 30 | 13 | 17 | 2030 | 2042 | -12  | 43     |
| 11                                                                                                   | Kutxabank Araski                     | 30 | 12 | 18 | 1882 | 1984 | -102 | 42     |
| 12                                                                                                   | Campus Promete                       | 30 | 11 | 19 | 1949 | 2101 | -152 | 41     |
| 13                                                                                                   | Casademont Zaragoza                  | 30 | 9  | 21 | 2044 | 2272 | -228 | 39     |
| 14                                                                                                   | Embutidos Pajariel Bembibre PDM      | 30 | 8  | 22 | 1921 | 2164 | -243 | 38     |
| 15                                                                                                   | Alter Enersun Al-Qázeres Extremadura | 30 | 7  | 23 | 1827 | 2188 | -361 | 37     |
| 16                                                                                                   | Quesos El Pastor                     | 30 | 3  | 27 | 1830 | 2369 | -539 | 33     |
| Fuente: Federación Española de Baloncesto: Clasificación de la Liga Endesa; actualización automática |                                      |    |    |    |      |      |      |        |

### Tabla de resultados cruzados
| Local \ Visitante                     | ALQ   | CAD   | PRO    | ZAR   | TFE   | ENS   | BEM   | GIP   | ARA   | GER   | MOV   | AVE   | ZAM   | GCA     | GIR    | VAL   |
| ------------------------------------- | ----- | ----- | ------ | ----- | ----- | ----- | ----- | ----- | ----- | ----- | ----- | ----- | ----- | ------- | ------ | ----- |
| Alter Ensersun Al-Qázeres Extremadura | —     | 51–61 | 75–69  | 66–79 | 71–76 | 77–74 | 81–77 | 67–63 | 78–62 | 38–69 | 56–59 | 42–97 | 74–56 | 66–80   | 58–83  | 53–74 |
| Cadí La Seu                           | 81–69 | —     | 73–69  | 60–57 | 59–67 | 65–78 | 66–54 | 67–62 | 55–67 | 58–50 | 64–61 | 57–80 | 58–68 | 82–69   | 50–71  | 67–77 |
| Campus Promete                        | 68–62 | 65–63 | —      | 65–73 | 61–66 | 78–72 | 75–79 | 59–69 | 77–62 | 59–47 | 66–82 | 44–75 | 89–52 | 73–66   | 70–96  | 51–71 |
| Casademont Zaragoza                   | 77–71 | 70–69 | 104–60 | —     | 61–80 | 66–74 | 79–75 | 74–82 | 77–81 | 76–87 | 64–85 | 71–77 | 70–60 | 56–88   | 76–80  | 62–91 |
| Ciudad de la Laguna Tenerife          | 48–54 | 56–70 | 68–56  | 69–66 | —     | 63–72 | 83–80 | 69–62 | 77–57 | 62–46 | 74–73 | 55–84 | 91–60 | 103–102 | 48–80  | 66–70 |
| Durán Maquinaria Ensino Lugo          | 67–61 | 76–73 | 48–56  | 88–55 | 60–73 | —     | 70–65 | 80–71 | 70–67 | 66–78 | 56–73 | 52–58 | 81–52 | 92–57   | 74–89  | 52–77 |
| Embutidos Pajariel Bembibre PDM       | 68–55 | 61–74 | 63–80  | 66–63 | 55–62 | 68–65 | —     | 65–76 | 52–54 | 62–49 | 71–78 | 64–81 | 79–59 | 79–69   | 46–77  | 58–84 |
| IDK Euskotren                         | 81–69 | 58–44 | 62–55  | 76–67 | 71–76 | 87–89 | 69–58 | —     | 59–53 | 60–50 | 60–76 | 66–84 | 70–58 | 73–86   | 63–81  | 58–84 |
| Kutxabank Araski                      | 64–54 | 68–58 | 72–62  | 60–53 | 81–64 | 65–67 | 72–54 | 52–60 | —     | 54–60 | 61–67 | 65–76 | 68–63 | 72–80   | 54–62  | 57–60 |
| Lointek Gernika Bizkaia               | 86–60 | 80–61 | 58–51  | 87–47 | 85–62 | 84–62 | 70–45 | 71–65 | 79–70 | —     | 77–74 | 62–93 | 80–55 | 78–64   | 60–69  | 54–59 |
| Movistar Estudiantes                  | 71–58 | 56–59 | 73–59  | 83–54 | 71–52 | 83–71 | 61–59 | 64–58 | 67–57 | 53–64 | —     | 52–71 | 97–51 | 71–68   | 54–71  | 68–85 |
| Perfumerías Avenida                   | 92–50 | 70–50 | 89–49  | 92–73 | 76–36 | 80–45 | 76–45 | 80–76 | 86–49 | 72–64 | 63–58 | —     | 91–58 | 107–66  | 79–61  | 71–69 |
| Quesos El Pastor                      | 63–54 | 55–72 | 55–94  | 71–82 | 99–84 | 55–62 | 68–78 | 66–82 | 59–60 | 57–80 | 55–82 | 64–87 | —     | 72–80   | 71–109 | 52–78 |
| Spar Gran Canaria                     | 70–64 | 74–71 | 59–71  | 78–82 | 81–78 | 80–83 | 89–73 | 72–66 | 58–63 | 73–72 | 70–65 | 70–92 | 83–61 | —       | 72–74  | 60–74 |
| Spar Girona                           | 85–37 | 86–83 | 93–57  | 68–60 | 63–54 | 88–53 | 87–69 | 65–58 | 81–57 | 60–41 | 88–78 | 67–74 | 78–56 | 79–73   | —      | 58–68 |
| Valencia Basket                       | 88–56 | 61–53 | 74–61  | 83–50 | 98–60 | 77–46 | 92–53 | 81–68 | 69–58 | 64–52 | 79–51 | 85–84 | 76–59 | 81–48   | 58–55  | —     |

### Evolución en la clasificación
La tabla muestra las posiciones de cada equipo al término de cada jornada. 
| Equipo ╲ Jornada                | 1                                     | 2  | 3  | 4  | 5  | 6  | 7  | 8  | 9  | 10 | 11 | 12 | 13 | 14 | 15 | 16 | 17 | 18 | 19 | 20 | 21 | 22 | 23 | 24 | 25 | 26 | 27 | 28 | 29 | 30 |    |
| ------------------------------- | ------------------------------------- | -- | -- | -- | -- | -- | -- | -- | -- | -- | -- | -- | -- | -- | -- | -- | -- | -- | -- | -- | -- | -- | -- | -- | -- | -- | -- | -- | -- | -- | -- |
| Equipo ╲ Jornada                | Alter Ensersun Al-Qázeres Extremadura | 2  | 6  | 14 | 15 | 12 | 12 | 13 | 13 | 14 | 14 | 13 | 14 | 13 | 13 | 13 | 14 | 13 | 14 | 14 | 14 | 14 | 14 | 14 | 14 | 14 | 15 | 15 | 15 | 15 | 15 |
| Cadí La Seu                     | 7                                     | 11 | 9  | 7  | 8  | 10 | 10 | 8  | 9  | 9  | 10 | 11 | 11 | 10 | 9  | 10 | 11 | 10 | 10 | 10 | 10 | 10 | 9  | 10 | 10 | 10 | 10 | 10 | 11 | 9  |    |
| Campus Promete                  | 1                                     | 8  | 11 | 10 | 10 | 8  | 9  | 9  | 11 | 8  | 9  | 8  | 8  | 8  | 10 | 11 | 10 | 11 | 11 | 11 | 11 | 11 | 12 | 12 | 12 | 13 | 13 | 12 | 12 | 12 |    |
| Casademont Zaragoza             | 10                                    | 15 | 16 | 14 | 14 | 13 | 12 | 12 | 12 | 10 | 12 | 12 | 12 | 12 | 12 | 12 | 12 | 12 | 12 | 12 | 12 | 12 | 11 | 11 | 11 | 11 | 12 | 13 | 13 | 13 |    |
| Ciudad de La Laguna Tenerife    | 8                                     | 4  | 4  | 5  | 5  | 5  | 5  | 4  | 4  | 4  | 4  | 5  | 6  | 6  | 6  | 6  | 6  | 6  | 6  | 6  | 6  | 7  | 6  | 6  | 6  | 6  | 6  | 6  | 6  | 6  |    |
| Durán Maquinaria Ensino Lugo    | 11                                    | 14 | 8  | 12 | 7  | 7  | 8  | 10 | 8  | 11 | 8  | 9  | 9  | 9  | 8  | 8  | 9  | 8  | 9  | 8  | 8  | 8  | 8  | 8  | 9  | 7  | 7  | 7  | 7  | 7  |    |
| Embutidos Pajariel Bembibre PDM | 13                                    | 16 | 12 | 11 | 13 | 14 | 15 | 15 | 15 | 15 | 16 | 16 | 15 | 15 | 15 | 15 | 15 | 15 | 15 | 15 | 15 | 15 | 15 | 15 | 15 | 14 | 14 | 14 | 14 | 14 |    |
| IDK Euskotren                   | 4                                     | 10 | 10 | 8  | 9  | 9  | 7  | 7  | 7  | 7  | 7  | 7  | 7  | 7  | 7  | 7  | 7  | 9  | 7  | 7  | 7  | 6  | 7  | 7  | 7  | 8  | 8  | 8  | 8  | 10 |    |
| Kutxabank Araski                | 15                                    | 9  | 6  | 9  | 11 | 11 | 11 | 11 | 10 | 12 | 11 | 10 | 10 | 11 | 11 | 9  | 8  | 7  | 8  | 9  | 9  | 9  | 10 | 9  | 8  | 9  | 9  | 9  | 9  | 11 |    |
| Lointek Gernika Bizkaia         | 14                                    | 5  | 7  | 6  | 6  | 6  | 6  | 6  | 6  | 6  | 6  | 6  | 5  | 5  | 4  | 4  | 5  | 5  | 5  | 5  | 5  | 5  | 4  | 5  | 4  | 4  | 4  | 4  | 4  | 4  |    |
| Movistar Estudiantes            | 12                                    | 7  | 5  | 4  | 4  | 4  | 4  | 5  | 5  | 5  | 5  | 4  | 4  | 4  | 5  | 5  | 4  | 4  | 4  | 4  | 4  | 4  | 5  | 4  | 5  | 5  | 5  | 5  | 5  | 5  |    |
| Perfumerías Avenida             | 6                                     | 1  | 1  | 1  | 1  | 1  | 1  | 1  | 1  | 1  | 1  | 1  | 1  | 1  | 1  | 1  | 1  | 1  | 1  | 1  | 1  | 1  | 1  | 1  | 1  | 1  | 1  | 1  | 1  | 1  |    |
| Quesos El Pastor                | 16                                    | 12 | 13 | 13 | 15 | 15 | 16 | 16 | 16 | 16 | 15 | 15 | 16 | 16 | 16 | 16 | 16 | 16 | 16 | 16 | 16 | 16 | 16 | 16 | 16 | 16 | 16 | 16 | 16 | 16 |    |
| Spar Girona                     | 5                                     | 2  | 3  | 3  | 3  | 3  | 3  | 3  | 3  | 3  | 3  | 3  | 2  | 2  | 3  | 3  | 3  | 3  | 3  | 3  | 3  | 3  | 3  | 3  | 3  | 3  | 3  | 3  | 3  | 3  |    |
| Spar Gran Canaria               | 9                                     | 13 | 15 | 16 | 16 | 16 | 14 | 14 | 13 | 13 | 14 | 13 | 14 | 14 | 14 | 13 | 14 | 13 | 13 | 13 | 13 | 13 | 13 | 13 | 13 | 12 | 11 | 11 | 10 | 8  |    |
| Valencia Basket                 | 3                                     | 3  | 2  | 2  | 2  | 2  | 2  | 2  | 2  | 2  | 2  | 2  | 3  | 3  | 2  | 2  | 2  | 2  | 2  | 2  | 2  | 2  | 2  | 2  | 2  | 2  | 2  | 2  | 2  | 2  |    |

## Playoffs
|  | Cuartos de final                                         | Cuartos de final                                         | Cuartos de final                                         | Cuartos de final                                         |    |                     | Semifinal                                        | Semifinal                                        | Semifinal                                        | Semifinal                                        |  |                     | Final                     | Final                     | Final                     | Final                     | Final                     |  |
|  | 31 de marzo/1 de abril (ida) 3, 4 y 16 de abril (vuelta) | 31 de marzo/1 de abril (ida) 3, 4 y 16 de abril (vuelta) | 31 de marzo/1 de abril (ida) 3, 4 y 16 de abril (vuelta) | 31 de marzo/1 de abril (ida) 3, 4 y 16 de abril (vuelta) |    |                     | 21 y 22 de abril (ida) 24 y 25 de abril (vuelta) | 21 y 22 de abril (ida) 24 y 25 de abril (vuelta) | 21 y 22 de abril (ida) 24 y 25 de abril (vuelta) | 21 y 22 de abril (ida) 24 y 25 de abril (vuelta) |  |                     | 29 de abril/2 y 6 de mayo | 29 de abril/2 y 6 de mayo | 29 de abril/2 y 6 de mayo | 29 de abril/2 y 6 de mayo | 29 de abril/2 y 6 de mayo |  |
|  |                                                          |                                                          |                                                          |                                                          |    |                     |                                                  |                                                  |                                                  |                                                  |  |                     |                           |                           |                           |                           |                           |  |
|  |                                                          |                                                          |                                                          |                                                          |    |                     |                                                  |                                                  |                                                  |                                                  |  |                     |                           |                           |                           |                           |                           |  |
|  | 1                                                        | Perfumerías Avenida                                      | 80                                                       | 95                                                       |    |                     |                                                  |                                                  |                                                  |                                                  |  |                     |                           |                           |                           |                           |                           |  |
|  | 1                                                        | Perfumerías Avenida                                      | 80                                                       | 95                                                       |    |                     |                                                  |                                                  |                                                  |                                                  |  |                     |                           |                           |                           |                           |                           |  |
|  | 8                                                        | Spar Gran Canaria                                        | 61                                                       | 62                                                       |    |                     |                                                  |                                                  |                                                  |                                                  |  |                     |                           |                           |                           |                           |                           |  |
|  | 8                                                        | Spar Gran Canaria                                        | 61                                                       | 62                                                       |    | Perfumerías Avenida | Perfumerías Avenida                              | 77                                               | 91                                               |                                                  |  |                     |                           |                           |                           |                           |                           |  |
|  |                                                          |                                                          |                                                          |                                                          |    | Perfumerías Avenida | Perfumerías Avenida                              | 77                                               | 91                                               |                                                  |  |                     |                           |                           |                           |                           |                           |  |
|  |                                                          |                                                          | Gernika Bizkaia                                          | Gernika Bizkaia                                          | 55 | 43                  |                                                  |                                                  |                                                  |                                                  |  |                     |                           |                           |                           |                           |                           |  |
|  | 4                                                        | Gernika Bizkaia                                          | Gernika Bizkaia                                          | Gernika Bizkaia                                          | 55 | 43                  | 42                                               | 74                                               |                                                  |                                                  |  |                     |                           |                           |                           |                           |                           |  |
|  | 4                                                        | Gernika Bizkaia                                          |                                                          |                                                          |    |                     |                                                  |                                                  |                                                  |                                                  |  |                     |                           |                           |                           |                           |                           |  |
|  | 5                                                        | Movistar Estudiantes                                     | 47                                                       | 64                                                       |    |                     |                                                  |                                                  |                                                  |                                                  |  |                     |                           |                           |                           |                           |                           |  |
|  | 5                                                        | Movistar Estudiantes                                     | 47                                                       | 64                                                       |    |                     |                                                  |                                                  |                                                  |                                                  |  | Perfumerías Avenida | Perfumerías Avenida       | 64                        | 76                        | 76                        |                           |  |
|  |                                                          |                                                          |                                                          |                                                          |    |                     |                                                  |                                                  |                                                  |                                                  |  | Perfumerías Avenida | Perfumerías Avenida       | 64                        | 76                        | 76                        |                           |  |
|  |                                                          |                                                          | Valencia Basket                                          | Valencia Basket                                          | 67 | 74                  | 61                                               |                                                  |                                                  |                                                  |  |                     |                           |                           |                           |                           |                           |  |
|  | 2                                                        | Valencia Basket                                          | Valencia Basket                                          | Valencia Basket                                          | 67 | 74                  | 61                                               | 69                                               | 82                                               |                                                  |  |                     |                           |                           |                           |                           |                           |  |
|  | 2                                                        | Valencia Basket                                          |                                                          |                                                          |    |                     |                                                  |                                                  | 82                                               |                                                  |  |                     |                           |                           |                           |                           |                           |  |
|  | 7                                                        | Durán Maquinaria Ensino Lugo                             | 58                                                       | 54                                                       |    |                     |                                                  |                                                  |                                                  |                                                  |  |                     |                           |                           |                           |                           |                           |  |
|  | 7                                                        | Durán Maquinaria Ensino Lugo                             | 58                                                       | 54                                                       |    | Valencia Basket     | Valencia Basket                                  | 73                                               | 87                                               |                                                  |  |                     |                           |                           |                           |                           |                           |  |
|  |                                                          |                                                          |                                                          |                                                          |    | Valencia Basket     | Valencia Basket                                  | 73                                               | 87                                               |                                                  |  |                     |                           |                           |                           |                           |                           |  |
|  |                                                          |                                                          | Spar Girona                                              | Spar Girona                                              | 64 | 74                  |                                                  |                                                  |                                                  |                                                  |  |                     |                           |                           |                           |                           |                           |  |
|  | 3                                                        | Spar Girona                                              | Spar Girona                                              | Spar Girona                                              | 64 | 74                  | 79                                               | 74                                               |                                                  |                                                  |  |                     |                           |                           |                           |                           |                           |  |
|  | 3                                                        | Spar Girona                                              |                                                          |                                                          |    |                     |                                                  |                                                  |                                                  |                                                  |  |                     |                           |                           |                           |                           |                           |  |
|  | 6                                                        | Ciudad de La Laguna Tenerife                             | 45                                                       | 67                                                       |    |                     |                                                  |                                                  |                                                  |                                                  |  |                     |                           |                           |                           |                           |                           |  |
|  | 6                                                        | Ciudad de La Laguna Tenerife                             | 45                                                       | 67                                                       |    |                     |                                                  |                                                  |                                                  |                                                  |  |                     |                           |                           |                           |                           |                           |  |
|  |                                                          |                                                          |                                                          |                                                          |    |                     |                                                  |                                                  |                                                  |                                                  |  |                     |                           |                           |                           |                           |                           |  |

### Cuartos de final
| Equipo 1                | Agr.    | Equipo 2                         | Ida   | Vuelta |
| ----------------------- | ------- | -------------------------------- | ----- | ------ |
| (1) Perfumerías Avenida | 180–123 | Spar Gran Canaria (8)            | 80–61 | 95–62  |
| (2) Valencia Basket     | 146–112 | Durán Maquinaria Ensino Lugo (7) | 69–58 | 82–54  |
| (3) Spar Girona         | 153–112 | Ciudad de La Laguna Tenerife (6) | 79–45 | 74–67  |
| (4) Gernika Bizkaia     | 116–111 | Movistar Estudiantes (5)         | 42–47 | 74–64  |

Ida
| 31 de marzo de 2021 | Spar Gran Canaria                                             | 61–80                                | Perfumerías Avenida                            | Las Palmas |  |
| 19:00               | Parciales: 7–27, 21–24, 14–17, 19–12                          | Parciales: 7–27, 21–24, 14–17, 19–12 | Parciales: 7–27, 21–24, 14–17, 19–12           | |  |
|                     | Estadísticas N'Diaye 13 James 7 Hermida 6 N'Diaye, Hermida 15 | Reporte Pts Reb Asts Val             | Estadísticas 19 Milić 7 Milić 6 Milić 30 Milić | Pabellón: Pabellón Polideportivo La Paterna Árbitros: Antonio Sacristán Barazón Jorge Muñoz García Jorge Baena Criado |  |

| 1 de abril de 2021 | Durán Maquinaria Ensino Lugo                | 58–69                                 | Valencia Basket                                                           | Lugo |  |
| 19:00              | Parciales: 16–13, 13–20, 16–16, 13–20       | Parciales: 16–13, 13–20, 16–16, 13–20 | Parciales: 16–13, 13–20, 16–16, 13–20                                     | |  |
|                    | Estadísticas Oma 13 Oma 9 Stanaćev 8 Oma 24 | Reporte Pts Reb Asts Val              | Estadísticas 16 Trahan-Davis 7 Gil, Trahan-Davis 7 Ouviña 24 Trahan-Davis | Pabellón: Pazo Provincial dos Deportes Árbitros: Juan Manuel Uruñuela Uruñuela Guillermo Ríos Marcos Javier Ávila Zurita |  |

| 31 de marzo de 2021 | Ciudad de La Laguna Tenerife                              | 45–79                                | Spar Girona                                     | San Cristóbal de La Laguna                                                                                                |  |
| 19:00               | Parciales: 7–23, 11–18, 14–16, 13–22                      | Parciales: 7–23, 11–18, 14–16, 13–22 | Parciales: 7–23, 11–18, 14–16, 13–22            | |  |
|                     | Estadísticas Fasoula 12 Bettencourt 6 Ocete 5 Atkinson 12 | Reporte Pts Reb Asts Val             | Estadísticas 22 Elonu 13 Elonu 4 Palau 32 Elonu | Pabellón: Pabellón de deportes Santiago Martín Árbitros: Asunción Langa de Martín Pol Franquesa Vázquez Eva Areste Giralt |  |

| 31 de marzo de 2021 | Movistar Estudiantes                                                | 47–42                             | Lointek Gernika                                       | Madrid                                                                                         |  |
| 19:20               | Parciales: 9–7, 11–7, 15–20, 12–8                                   | Parciales: 9–7, 11–7, 15–20, 12–8 | Parciales: 9–7, 11–7, 15–20, 12–8                     |                                                                                                |  |
|                     | Estadísticas Nyingifa 12 Nyingifa 12 cuatro jugadoras 3 Nyingifa 20 | Reporte Pts Reb Asts Val          | Estadísticas 13 Cornelius 8 Gomes 4 Buch 13 Cornelius | Pabellón: Wizink Center Árbitros: Paula Lema Parga Héctor Báez Batista Eduard Colomer Castello |  |

Vuelta
| 3 de abril de 2021 | Perfumerías Avenida                                     | 95–62                                 | Spar Gran Canaria                                 | Salamanca |  |
| 18:00              | Parciales: 27–20, 27–15, 20–10, 21–17                   | Parciales: 27–20, 27–15, 20–10, 21–17 | Parciales: 27–20, 27–15, 20–10, 21–17             | |  |
|                    | Estadísticas Milić 18 Alarie 10 Cazorla, Hof 4 Milić 22 | Reporte Pts Reb Asts Val              | Estadísticas 18 Taylor 9 James 3 Taylor 16 Taylor | Pabellón: Pabellón municipal de Würzburg Árbitros: José Antonio Pagán Baró María Ángeles García Crespo Sergio Ortiz Jaén |  |

| 16 de abril de 2021 | Valencia Basket                                                       | 82–54                                | Durán Maquinaria Ensino Lugo                               | Valencia |  |
| 17:00               | Parciales: 18–13, 17–19, 25–14, 22–8                                  | Parciales: 18–13, 17–19, 25–14, 22–8 | Parciales: 18–13, 17–19, 25–14, 22–8                       | |  |
|                     | Estadísticas Trahan-Davis 21 Trahan-Davis 11 Ouviña 9 Trahan-Davis 35 | Reporte Pts Reb Asts Val             | Estadísticas 10 Hempe, Prieto 12 White 3 Stanacev 15 White | Pabellón: Pabellón Fuente de San Luis Árbitros: José María Terreros San Miguel Antonio Manuel Zamora Rodríguez Alberto Lázaro Rodríguez |  |

| 3 de abril de 2021 | Spar Girona                                 | 74–97                                 | Ciudad de La Laguna Tenerife                          | Gerona |  |
| 19:00              | Parciales: 21–13, 16–21, 22–19, 15–14       | Parciales: 21–13, 16–21, 22–19, 15–14 | Parciales: 21–13, 16–21, 22–19, 15–14                 | |  |
|                    | Estadísticas Gray 15 Elonu 8 Gray 3 Gray 19 | Reporte Pts Reb Asts Val              | Estadísticas 16 Fasoula 7 Fasoula Atkinson Fasoula 17 | Pabellón: Pabellón municipal Gerona-Fontajau Árbitros: Mariano Martín Palomo Cañas Juan Gabriel Carpallo Miguélez Daniel Cervantes Fernández |  |

| 4 de abril de 2021 | Gernika Bizkaia                                         | 74–64                                 | Movistar Estudiantes                                        | Guernica y Luno |  |
| 21:00              | Parciales: 12–15, 24–18, 17–11, 21–20                   | Parciales: 12–15, 24–18, 17–11, 21–20 | Parciales: 12–15, 24–18, 17–11, 21–20                       | |  |
|                    | Estadísticas Gomes 18 Lo Sylla 10 Ariztimuño 5 Gomes 18 | Reporte Pts Reb Asts Val              | Estadísticas 14 Knight 7 Knight 6 Carter 15 Gretter, Knight | Pabellón: Polideportivo Maloste Árbitros: Sandra Sánchez González Juan Francisco González Cuervo José Javier Marqueta Gracia |  |

### Semifinales
| Equipo 1                | Agr.    | Equipo 2            | Ida   | Vuelta |
| ----------------------- | ------- | ------------------- | ----- | ------ |
| (1) Perfumerías Avenida | 168–98  | Gernika Bizkaia (4) | 77–55 | 91–43  |
| (2) Valencia Basket     | 160–138 | Spar Girona (3)     | 73–64 | 87–74  |

Ida
| 22 de abril de 2021 | Gernika Bizkaia                                          | 55–77                                | Perfumerías Avenida                                                 | Guernica y Luno |  |
| 20:00               | Parciales: 16–21, 13–24, 18–17, 8–15                     | Parciales: 16–21, 13–24, 18–17, 8–15 | Parciales: 16–21, 13–24, 18–17, 8–15                                | |  |
|                     | Estadísticas Arrojo 13 Lo Sylla 7 Ariztimuño 4 Arrojo 17 | Reporte Pts Reb Asts Val             | Estadísticas 17 Katie Samuelson 10 Milić 3 Hayes 23 Katie Samuelson | Pabellón: Polideportivo Maloste Árbitros: Ángel Antonio Albacete Chamón José María Olivares Bernabeu Eduard Colomer Castelló |  |

| 21 de abril de 2021 | Spar Girona                                                 | 64–73                                | Valencia Basket                                          | Gerona |  |
| 20:15               | Parciales: 21–13, 13–15, 7–18, 23–27                        | Parciales: 21–13, 13–15, 7–18, 23–27 | Parciales: 21–13, 13–15, 7–18, 23–27                     | |  |
|                     | Estadísticas Gray, Reisingerova 14 Elonu 9 Vasić 3 Elonu 18 | Reporte Pts Reb Asts Val             | Estadísticas 15 Casas 7 Ouviña 3 Ouviña, Casas 25 Ouviña | Pabellón: Pabellón municipal Gerona-Fontajau Árbitros: Asier Quintas Álvarez Pol Franquesa Vázquez Cristian Martín Vázquez |  |

Vuelta
| 25 de abril de 2021 | Perfumerías Avenida                                                  | 91–43                                | Gernika Bizkaia                                        | Salamanca |  |
| 20:00               | Parciales: 19–18, 22–11, 23–4, 27–10                                 | Parciales: 19–18, 22–11, 23–4, 27–10 | Parciales: 19–18, 22–11, 23–4, 27–10                   | |  |
|                     | Estadísticas Milić 19 Milić 6 Diallo 4 Rodríguez, Katie Samuelson 23 | Reporte Pts Reb Asts Val             | Estadísticas 13 Roundtree 5 Arrojo 4 Buch 10 Roundtree | Pabellón: Pabellón municipal de Würzburg Árbitros: Francisco Javier Bravo Loroño Guillermo Ríos Marcos Juan Ramón Hurtado Almansa |  |

| 24 de abril de 2021 | Valencia Basket                                                | 87–74                                 | Spar Girona                                                 | Valencia |  |
| 20:30               | Parciales: 16–17, 17–21, 21–17, 33–19                          | Parciales: 16–17, 17–21, 21–17, 33–19 | Parciales: 16–17, 17–21, 21–17, 33–19                       | |  |
|                     | Estadísticas Ouviña, Allen 21 Trahan-Davis 9 Ouviña 7 Allen 30 | Reporte Pts Reb Asts Val              | Estadísticas 21 Reisingerova 7 Elonu 6 Gray 24 Reisingerova | Pabellón: Pabellón Fuente de San Luis Árbitros: Enrique Miguel López Herrada Mikel Cañigueral Novella Jorge Baena Criado |  |

### Final
| Equipo 1                | Series | Equipo 2            | 1.er partido | 2.º partido | 3.er partido |
| ----------------------- | ------ | ------------------- | ------------ | ----------- | ------------ |
| (1) Perfumerías Avenida | 2–1    | Valencia Basket (2) | 64–67 (TE)   | 76–74       | 76–61        |

Partido 1
| 29 de abril de 2021 | Perfumerías Avenida                                               | 64–67 TE                                           | Valencia Basket                                      | Salamanca |  |
| 20:00               | Parciales: 10–15, 16–16, 19–10, 11–15 (T.E.: 8–11)                | Parciales: 10–15, 16–16, 19–10, 11–15 (T.E.: 8–11) | Parciales: 10–15, 16–16, 19–10, 11–15 (T.E.: 8–11)   | |  |
|                     | Estadísticas Hayes 14 Hof 6 Katie Samuelson 5 Karlie Samuelson 14 | Reporte Pts Reb Asts Val                           | Estadísticas 19 Carrera 9 Ouviña 4 Ouviña 24 Carrera | Pabellón: Pabellón municipal de Würzburg Árbitros: Paula Lema Parga Sandra Sánchez González María Ángeles García Crespo |  |

Partido 2
| 2 de mayo de 2021 | Valencia Basket                                                             | 74–76                                 | Perfumerías Avenida                                                 | Valencia |  |
| 12:30             | Parciales: 23–18, 16–24, 17–14, 18–20                                       | Parciales: 23–18, 16–24, 17–14, 18–20 | Parciales: 23–18, 16–24, 17–14, 18–20                               | |  |
|                   | Estadísticas Carrera, Gülich 14 Trahan-Davis, Gülich 6 Ouviña 11 Carrera 18 | Reporte Pts Reb Asts Val              | Estadísticas 18 Katie Samuelson 8 Hayes 5 Domínguez, Hayes 21 Hayes | Pabellón: Pabellón Fuente de San Luis Árbitros: Ángel de Lucas de Lucas Asunción Langa de Martín Daniel Checa Nebot |  |

Partido 3
| 6 de mayo de 2021 | Perfumerías Avenida                                               | 76–61                                 | Valencia Basket                                   | Salamanca |  |
| 19:00             | Parciales: 20–23, 22–14, 15–13, 19–11                             | Parciales: 20–23, 22–14, 15–13, 19–11 | Parciales: 20–23, 22–14, 15–13, 19–11             | |  |
|                   | Estadísticas Alarie 14 Katie Samuelson 7 Domínguez 8 Rodríguez 15 | Reporte Pts Reb Asts Val              | Estadísticas 14 Allen 6 Ouviña 4 Ouviña 18 Ouviña | Pabellón: Pabellón municipal de Würzburg Árbitros: Carlos Javier García León Eric Carrera Rosdevall Javier Ávila Zurita |  |

| Ganadoras de la Liga Femenina Endesa 2021–22 |
| -------------------------------------------- |
| Perfumerías Avenida 7.º título               |

## Postemporada
- Campeonas de la Liga Femenina Endesa 2020-21: Perfumerías Avenida (7º título).
- Campeonas de la Copa de la Reina 2021: Spar Girona (1er título).
- Campeonas de la Supercopa 2020: Perfumerías Avenida (9º título).
- Clasificadas para Euroliga 2021-22: Perfumerías Avenida, Spar Girona y Valencia Basket (fase previa).
- Clasificadas para Eurocup 2021-22: Lointek Gernika Bizkaia, Movistar Estudiantes, Ciudad de La Laguna Tenerife (fase regular), Durán Maquinaria Ensino Lugo, Spar Gran Canaria (fase clasificatoria).
- Descendidas a Liga Femenina Challenge 2021-22:  Alter Enersun Al-Qázeres Extremadura y Quesos El Pastor-Recoletas Zamora.
- Ascendidas de Liga Femenina 2 2020-21:  Laboratorios Ynsadiet Leganés y Baxi Ferrol.

## Clubes en competiciones Europeas
Estos son los equipos que participaron en competiciones europeas en la temporada 2020-21:
| Equipo                       | Competición | Progreso         |
| ---------------------------- | ----------- | ---------------- |
| Perfumerías Avenida          | Euroliga    | Subcampeonas     |
| Spar Girona                  | Euroliga    | Cuartos de final |
| Valencia Basket              | EuroCup     | Campeonas        |
| Lointek Gernika Bizkaia      | EuroCup     | Octavos de final |
| Cadí La Seu d’Urgell         | EuroCup     | Fase de grupos   |
| Ciudad de la Laguna Tenerife | EuroCup     | Fase de grupos   |